# Апостольский нунций на Маврикии
Апостольский нунций в Республике Маврикий — дипломатический представитель Святого Престола на Маврикии. Данный дипломатический пост занимает церковно-дипломатический представитель Ватикана в ранге посла. Апостольская нунциатура на Маврикии была учреждена на постоянной основе 9 марта 1970 года.
В настоящее время Апостольским нунцием на Маврикии является архиепископ Томаш Грыса, назначенный Папой Франциском 21 марта 2023 года.

## История
Апостольская нунциатура на Маврикии была учреждена 9 марта 1970 года, бреве «Nulli non cognitum» Папы Павла VI. Однако апостольский нунций не имеет официальной резиденции на Маврикии, в его столице Порт-Луи и является апостольским нунцием по совместительству, эпизодически навещая страну. Резиденцией апостольского нунция на Маврикии является Антананариву — столица Мадагаскара.

## Апостольские нунции на Маврикии

### Апостольские пронунции
- Микеле Чеккини, титулярный архиепископ Аквилеи — (9 марта 1970 — 18 июня 1976 — назначен апостольским пронунцием в Югославии);
- Серджо Себастиани, титулярный архиепископ Кесарии Мавританской — (27 сентября 1976 — 8 января 1985 — назначен апостольским нунцием в Турции);
- Агостино Маркетто, титулярный архиепископ Астиги — (31 августа 1985 — 7 декабря 1990 — назначен апостольским пронунцием в Танзании);
- Бласку Франсишку Колласу, титулярный архиепископ Оттавы — (28 февраля 1991 — 13 апреля 1996 — назначен апостольским нунцием в Болгарии).

### Апостольские нунции
- Адриано Бернардини, титулярный архиепископ Фалери — (15 июня 1996 — 24 июля 1999 — апостольским нунцием в Таиланде, Сингапуре и Камбодже, апостольский делегат в Брунее, Лаосе, Малайзии и Мьянме);
- Бруно Музаро, титулярный архиепископ Абари — (25 сентября 1999 — 10 февраля 2004 — назначен апостольским нунцием в Гватемале);
- Августин Касуйя, титулярный архиепископ Кесарии Нумидийской — (9 июня 2004 — 2 февраля 2010 — назначен апостольским нунцием в Нигерии);
- Юджин Мартин Наджент, титулярный архиепископ Домнах Сехнайлский — (13 марта 2010 — 10 января 2015 — назначен апостольским нунцием на Гаити);
- Паоло Рокко Гуальтьери, титулярный архиепископ Сагоне — (24 октября 2015 — 6 августа 2022 — назначен апостольским нунцием в Перу);
- Томаш Грыса, титулярный архиепископ Рубикона — (21 марта 2023 — по настоящее время).